# Харчук Микола Феодосійович
Мико́ла Феодо́сійович Харчу́к — лейтенант Збройних сил України.

## Нагороди
За особисту мужність і героїзм, виявлені у захисті державного суверенітету та територіальної цілісності України, вірність військовій присязі під час російсько-української війни нагороджений
- орденом орденом Данила Галицького.